# Nealeyrodes bonariensis
Nealeyrodes bonariensis es una especie de insecto hemíptero de la familia Aleyrodidae.
Fue descrita científicamente por primera vez por Hempel en 1922.